# Rosmel Blanco
Rosmel Leonel Blanco Pantoja (La Sabana, 9 novembre 1976) è un ex cestista venezuelano con cittadinanza colombiana.

## Carriera
Con il Venezuela ha disputato i Campionati americani del 2003.